# Liste der Baudenkmale in Kummerow (am See)
In der Liste der Baudenkmale in Kummerow sind alle denkmalgeschützten Bauten der Gemeinde Kummerow (Mecklenburg-Vorpommern) und ihrer Ortsteile aufgelistet.
Grundlage ist die Veröffentlichung der Denkmalliste des Landkreises Mecklenburgische Seenplatte (Auszug) vom 20. Januar 2017.

## Baudenkmale nach Ortsteilen

### Kummerow
| ID  | Lage                                  | Bezeichnung            | Beschreibung | Bild           |
| --- | ------------------------------------- | ---------------------- | ------------ | -------------- |
| 611 | Dorfstraße 34, 35, 36                 | Pfarrhaus mit          |              |                |
| 611 | Dorfstraße 34, 35, 36                 | Wirtschaftsgebäude I   |              |                |
| 611 | Dorfstraße 34, 35, 36                 | Wirtschaftsgebäude II  |              |                |
| 612 | Dorfstraße 113 (Karte)                | Schlossanlage mit      |              | Weitere Bilder |
| 612 | Dorfstraße 113 (Karte)                | Schloss,               |              |                |
| 612 | (Karte)                               | Park,                  |              |                |
| 612 | Dorfstraße 109, 110, 111, 112 (Karte) | Kavalierhaus,          |              |                |
| 612 | Dorfstraße 117                        | Molkerei ,             |              |                |
| 612 | Dorfstraße 117 (Karte)                | Wasserturm und         |              | Weitere Bilder |
| 612 | Dorfstraße 117                        | Pferdestall            |              |                |
| 613 | Dorfstraße (Karte)                    | Kirche St. Nikolai mit |              | Weitere Bilder |
| 613 | (Karte)                               | Friedhof und           |              |                |
| 613 |                                       | Backsteinmauer         |              |                |

## Quelle
- Karte der Baudenkmale im Geoportal des Landkreises